# Eledoizyna
Eledoizyna – organiczny związek chemiczny, undekapeptyd izolowany z gruczołów ślinowych ośmiornic z rodzaju Eledone bądź otrzymywany syntetycznie. Sekwencja aminokwasowa tego peptydu to pGlu-Pro-Ser-Lys-Asp-Ala-Phe-Ile-Gly-Leu-Met-NH
2.
Działanie eledoizyny jest zbliżone do działania substancji P. Jest silnym wazodylatatorem (rozkurcza naczynia krwionośne), zwiększa również przepuszczalność naczyń włosowatych. Była stosowana w formie trifluorooctanu w kroplach do oczu stosowanych m.in. w przypadku zespołu Sjögrena, suchego oka i innych chorób związanych z niedostatecznym wydzielaniem łez.